# Perra enamorada
«Perra Enamorada» es una canción de la cantante Mónica Naranjo producida por Massimiliano Pani y coproducida por esta, e incluida en el año 2000 en el tercer álbum de estudio de la cantante, Minage.
A finales del año 2000 "Perra Enamorada" fue lanzada en España, como el tercer sencillo de Minage. Tras Sobreviviré e If you leave me now (Seguiré sin ti) y tras Perra Enamorada salieron los sencillos Enamorada y Ahora, Ahora 
El videoclip de la canción, con sonido e imagen extraídos del concierto de Madrid del año 2000, no llegó a emitirse nunca y fue incluido como extra en el DVD de “Colección Privada”. La canción es una adptacion de Io e te da soli de la cantante italiana Mina.

## Créditos
- Voz principal: Mónica Naranjo.
- Compuesta por: Lucio Battisti, Giulio Rapetti Mogol
- Adaptada por: José Manuel Navarro
- Producida y arreglada por: Massimiliano Pani
- Coproducida por: Mónica Naranjo para Alhambra Music B.V.
- Teclados y programación por: Nicolo Fragile.
- Teclados originales por: Massimiliano Pani
- Guitarras por: Massimo "Gogo" Ghidelli.
- Bajo por: Cesare Chiodo
- Baterías por: Alfredo Golino
- Coros por: Mónica Naranjo, Emanuela Cortesi, Giulia Fasolino, Massimiliano Pani, Silvio Pozzoli.
- Grabada en 1999 por: Carmine Di en Gsu Studios, Lugano(Suiza).
- Mezclada por: Carmine Di en Gsu Studios, Lugano(Suiza).

## Versiones y remixes

### Estudio
- Álbum Versión — 05:01

### Directo
- Versión Tour Minage
- Versión Tarántula Tour
- Versión Gira Renaissance: 25 aniversario
- Versión Gira Puro Minage

## Formatos
| Promo CD-Single (SAMPCS 9277) 1. "Perra Enamorada" — 5:01 |